# Kodiyala, Gubbi
Kodiyala là một làng thuộc tehsil Gubbi, huyện Tumkur, bang Karnataka, Ấn Độ.